# Жемчужникова (Большебоевский сельсовет)
Жемчу́жникова — деревня Большебоевского сельского поселения Долгоруковского района Липецкой области.

## География
Деревня Жемчужникова находится в северо-восточной части Долгоруковского района, в 15 км к северо-востоку от села Долгоруково. С севера примыкает к селу Большая Боёвка.

## История
Жемчужникова основана не позднее последней четверти XIX века, впервые упоминается в документах 1887 года.
В 1905 году значится в приходе Никольской церкви села Большая Боёвка.
По переписи населения 1926 года в Жемчужниковой 29 дворов, 125 жителей. В 1932 году числится 175 жителей. Другое название «Бехтеевка» от фамилии бывшего владельца здешних земель.
С 1928 года Жемчужникова в составе Долгоруковского района Елецкого округа Центрально-Чернозёмной области. После разделения ЦЧО в 1934 году Долгоруковский район вошёл в состав Воронежской, в 1935 — Курской, в 1939 году — Орловской области, а с 6 января 1954 года в составе вновь образованной Липецкой области.

## Население
| 1926 | 1932 | 1997 | 2010 |
| ---- | ---- | ---- | ---- |
| 125  | ↗175 | ↘31  | ↘17  |

## Транспорт
Через Жемчужникову проходит асфальтированное шоссе, связывающее райцентр Долгоруково с селом Большая Боёвка.
В 1,5 км к северо-востоку находится железнодорожная станция ост. п. 459 км (линия Елец — Валуйки ЮВЖД).